# 祭壇畫

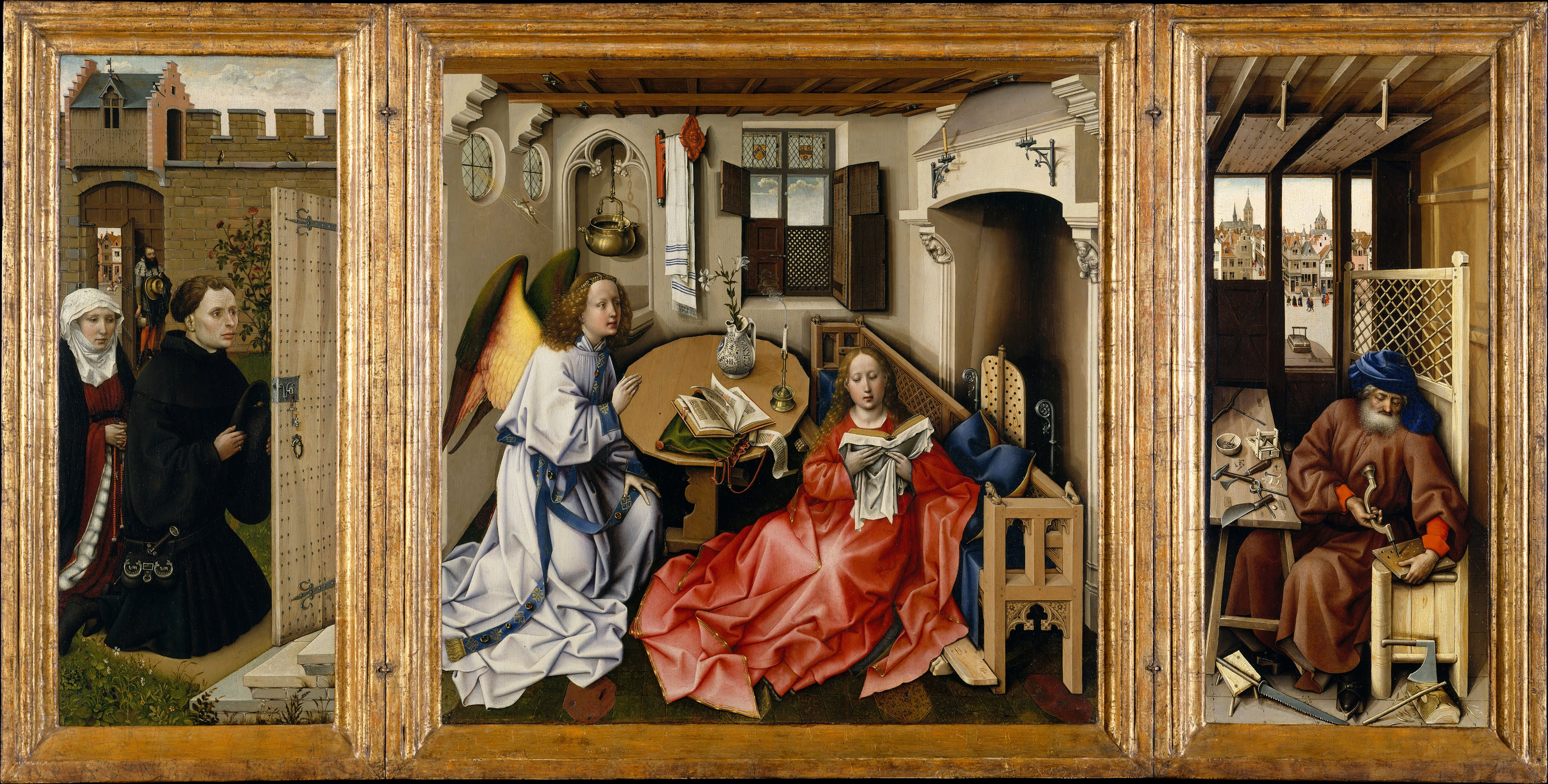
《麦洛德三联祭坛画》罗伯特·坎平，1425年

祭壇畫（英語：Altarpiece）是基督教教堂里祭壇后方高处放置的宗教主题的图画或包括浮雕在内的雕塑。虽然这个词最常用于指代单件艺术品，但也可用于指代祭坛后面包含精致画框的整套作品，也称为祭坛背板。祭坛画是基督教艺术在中世纪晚期到巴洛克绘画时期最重要的组成部分之一。
祭坛画作为画作出现时，通常是经装裱的木板画或油画。在中世纪时，它们通常是这类这类媒介中尺寸最大的一类。大型彩绘祭坛画结构复杂，尤其是带铰链侧翼的有翼祭坛画，侧翼背面画有不同的彩绘图像，而且可以折叠起来遮盖住中心主画。侧翼折叠起来的状态是祭坛画置于教堂中时的常态，只有在礼拜日和瞻礼日时会打开侧翼呈现出主画。在平时，游客可以向教堂司事付费观看主画。
带有许多小画框的祭坛画被称为多联画：三联画有一块主画和两块侧画；双联画只有两块大小相同的画，通常供个人随身携带。祭坛座画（英語：predella）是主画框下方祭坛座上一排小得多的场景画，展示与主画相关的叙事场景。它们只有在近距离才能看清，但祭坛座提供的额外高度使得会众能够清楚地看到上方的主画，并且使得侧翼的开合不对祭坛上的其他物品造成干扰。
如今许多祭坛画已被移出教堂，并且常常被从精心雕刻的画框中取出，用更简单画框在博物馆和其他地方展出。

## 历史

### 起源和早期发展
在大型教堂被开始广泛建造的最初几个世纪里，祭坛在圣所中的位置往往比中世纪晚期更靠近会众。这种布局下，大型祭坛画会挡住主教的宝座和其他主礼者的视线，因此装饰被集中在其他地方，例如堂幔、祭坛正面或周围的墙壁上。
祭坛画的使用似乎始于11世纪，但可能也有少数更早的例外。关于推动祭坛画发展的原因和动力，学界尚未达成共识。在祭坛画出现之前，已有将装饰精美的圣徒遗骨匣安放在祭坛上或祭坛后方，以及用雕塑或纺织品装饰祭坛正面的传统。在罗曼时期，绘于木板上的祭坛帷座成为绘画作品的常见载体。此类作品存世很少，仅有加泰罗尼亚地区的小教堂保存了数件，另有一些藏于巴塞罗那的加泰罗尼亚国家艺术博物馆。祭坛画的发展可能始于紧贴墙壁的侧堂祭坛，而非独立存在的主祭坛。
许多早期的祭坛画都是相对简单的矩形构图，中间有一个主要人物，例如圣母玛丽或基督，周围排列着成排的圣徒。位于威尼斯的由金属和珐琅制成的《黄金屏》祭坛画就是这类早期祭坛画的一个精美范例。它是在12世纪由一件更早的祭坛座扩建而成的。这些早期祭坛画的问世与发展，标志着基督教艺术史以及基督教宗教实践中的一个重要转折。它之所以能被称作“重要发展”，是因为它影响了“基督教圣像的性质与功能……独立的圣像如今在基督教崇拜的核心位置确立了正当地位”。

### 板面绘画的出现

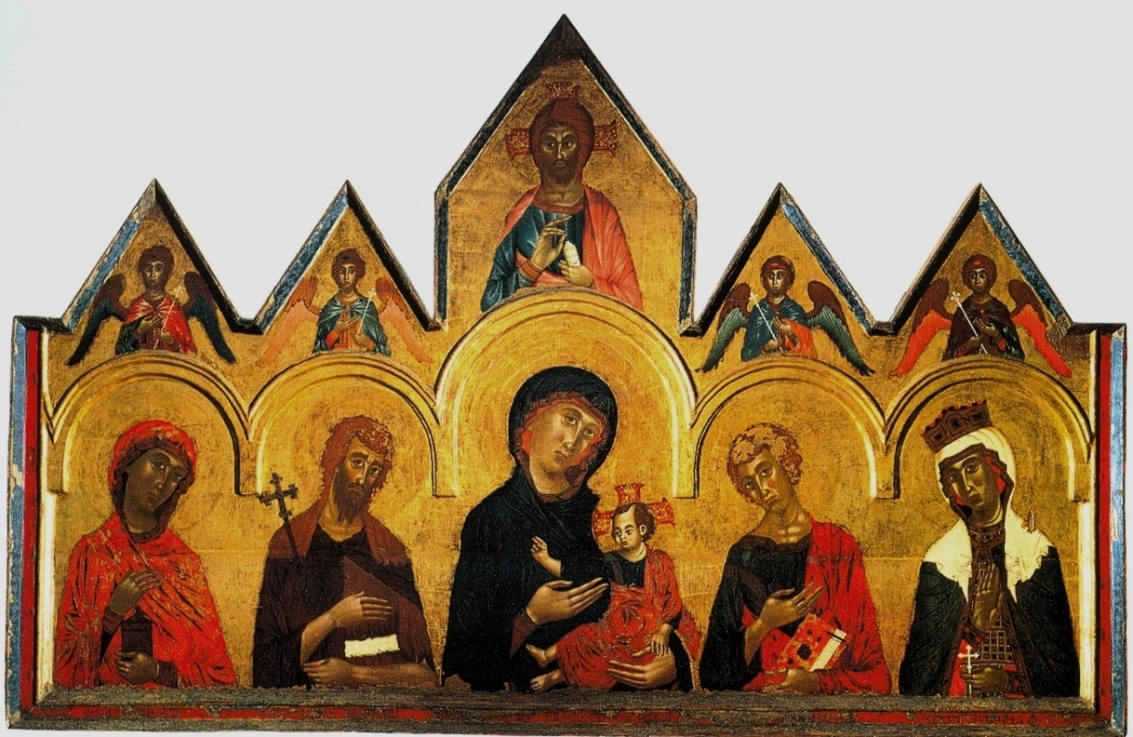
维戈罗索·达·锡耶纳于1291年创作的祭坛画，是早期彩绘木板祭坛画的典范，其各个部分由山形顶和雕刻元素构成

木板祭坛画于13世纪在意大利兴起，直至文艺复兴时期一直是尺寸最大且最重要的木板绘画类型。在13世纪的意大利，壁画形式的祭坛画并不罕见，祭坛后方的壁画为礼拜仪式提供了视觉上的补充。1204年君士坦丁堡陷落后，大量来自拜占庭的圣像画流入西欧，并对祭坛画产生了重要的影响。在此期间，祭坛画边框上开始偶尔装饰有浮雕结构或山形顶结构，目的是为祭坛画的各个部分提供一个框架。维戈罗索·达·锡耶纳在1291年创作的的祭坛画（如图）即为一例。这种对祭坛画结构的处理方式最终为14世纪多联画的出现奠定了基础。新兴的多联画中的雕刻元素常常从哥特式建筑中汲取灵感。在意大利，这些雕刻通常是木制加以彩绘，而在北欧通常为石质。
14世纪初，有翼祭坛画在德国、低地国家、斯堪的纳维亚半岛、波罗的海地区以及东欧的天主教地区出现，随后传播到了法国。这类祭坛画的双翼铰接在中心板上，正反两侧均绘有画面，可以通过打开或关闭双翼的方式来改变画面的主要内容，以满足礼拜仪式的要求。最早的一类往往在内侧面板上展示雕塑（打开时展示），在外侧面板上展示绘画（关闭时展示）。随着有翼祭坛画的出现，画上描绘的内容也发生了变化。祭坛画不再以单一的圣人为中心，而是开始描绘与救赎概念相关的更为复杂的故事。

### 中世纪晚期

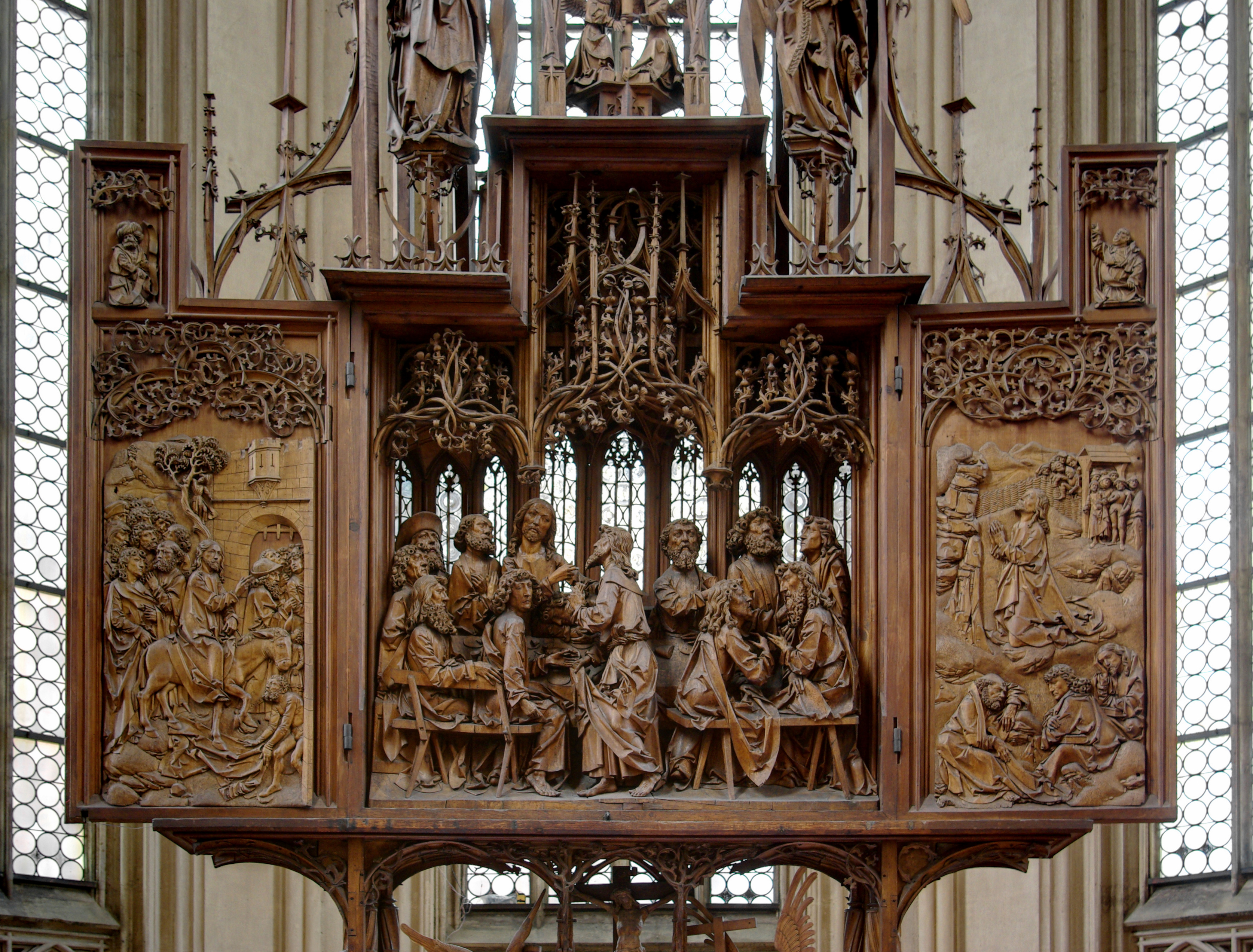
位于罗滕堡的《圣血祭坛画》，由蒂尔曼·里门施奈德（1501-1505）创作。中央有雕刻部分，两翼刻有浮雕。

随着中世纪的发展，祭坛画的委托日益频繁。在北欧，吕贝克以及后来的安特卫普逐渐发展成为名副其实的祭坛画生产和出口中心，产品远销斯堪的纳维亚、西班牙和法国北部。到了15世纪，祭坛画的委托定制者不再仅限于教堂，还包括个人、家族、行会以及宗教兄弟会。在这一时期，早期尼德兰绘画在低地国家的诞生；自此，木板绘画成为该地区祭坛画的主流。在德国，人们则往往更偏爱木雕祭坛画，例如克拉科夫的维特·施托斯祭坛画（1489年完成）；在英格兰，使用诺丁汉雪花石膏生产相对廉价成套祭坛画组件逐渐形成产业。这些生产出的组件中许多用于出口，并在目的地另行安装边框。
在英国和法国，石质祭坛台广为流行。在意大利，石质祭坛台和木制多联画都很常见，它们都有独立的彩绘面板，并常常带有复杂的、建筑式样的框架组合。这种风格在威尼斯和博洛尼亚尤为常见。在西班牙，祭坛装饰则以高度独创的风格发展成规模宏大、受建筑影响的大型祭坛屏，其高度有时甚至与所在教堂等高。

### 文艺复兴与宗教改革时期

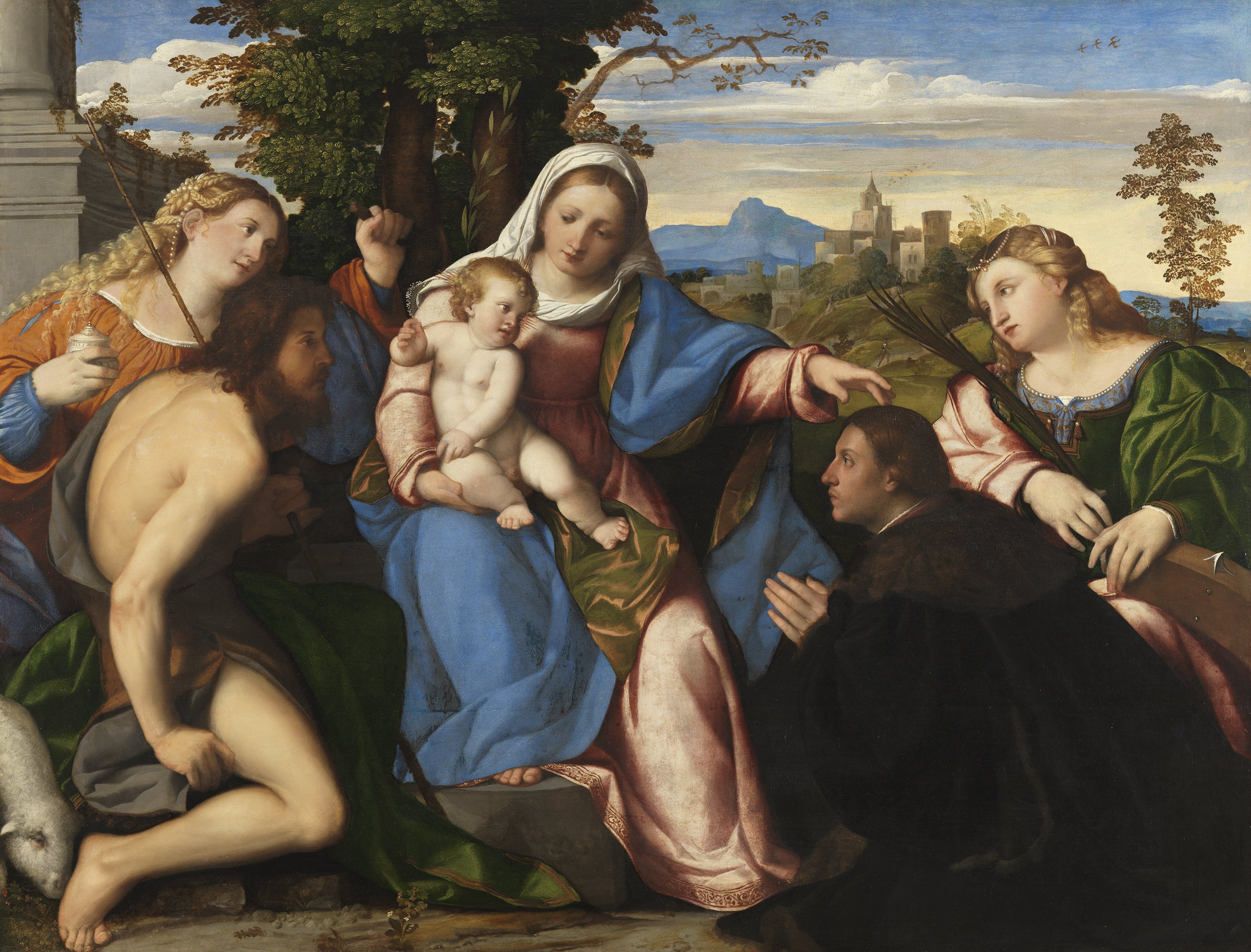
“圣谈”与赞助者肖像，以自然风景为背景。雅克伯·帕尔马，1519

15世纪，意大利的祭坛画构图进一步发展：多联画逐渐让位于单幅木板画。一种名为“圣谈”的构图形式应运而生。这类画作通常以圣母子为中心，两侧簇拥着一组圣徒，分别代表教堂、城市、宗教修会或赞助人的守护圣徒。画中人物的姿态日益趋于自然随意。其中一些作品最初可能陈设于赞助人家中，后来才作为纪念遗赠给教堂。这些“圣谈”画作的整体组成部分（圣母子及圣徒）与许多分格祭坛画相同，但将整个叙事内容放在同一格画面中。
其他类型的意大利祭坛画构图也朝着单一大型场景的方向发展，这种形式有时被称为“帕拉”（直译：「画板」），并且常常省去了祭坛座画。描绘主要人物生平事迹的叙事性场景日益流行，取代了静态人物群像；这种形式在接下来的几个世纪里成为大型祭坛画的主导风格。这类画作原本多为横向（“风景式”）构图，后来则越来越多地采用纵向（“肖像式”）构图。有些作品高达4米，并聚焦于单个戏剧性情节。如此高大的尺寸通常需要一种包含“空中群像”（義大利語：in aria）的构图来填充画面的上部空间，例如拉斐尔的《耶稣显圣容》；与之形成对比的是塞巴斯蒂亚诺·德尔·皮翁博的《拉撒路的复活》，构图上二者高度相似，但皮翁博的作品却仅以风景元素填充顶部。
在意大利文艺复兴时期，独立的雕塑和雕塑群也开始作为祭坛画出现。最著名的例子是米开朗基罗的《哀悼基督》，它最初被放置在旧圣彼得大教堂的侧面小礼拜堂中作为祭坛画。
马丁·路德领导的宗教改革初期，路德宗仍然持续创作了一些反映其教义的新祭坛画，有时甚至在其雕像中采用路德宗领袖的肖像。在马丁·路德的带领下，路德宗委托制作了包括《最后的晚餐》在内的祭坛画。另一幅《施内贝格祭坛画》作为路德宗的神圣艺术被安置在圣沃尔夫冈教堂的主祭坛上，反映了“十五世纪和十六世纪初北方艺术的虔敬形式”。《施内贝格祭坛画》（1539年），连同《维滕贝格祭坛画》（1547年）和《魏玛祭坛画》（1555年），其图像学核心都围绕基督展开。这些祭坛画“强化了新教会的核心教义，并有助于巩固一种教派身份认同感”。仅在德国东部地区，路德宗的赞助人就委托了三十座新祭坛画。大多数宗教改革前的祭坛画在路德宗教堂中得以保留，因为信徒们认为“祭坛仍然是一个特别神圣的地方，应相应地加以装饰”。
与此相反，归正宗反对包括祭坛画在内的所有大型公共宗教图像。大约到1560年，归正宗就已经基本停止委托制作新的祭坛画。局部爆发的圣像破坏运动导致许多祭坛画被毁。例如在1533年安特卫普大教堂被焚毁时，就有五十多座祭坛画遭到破坏。但是归正宗的破坏活动反倒刺激了欧洲的天主教创作出更多、更大的祭坛画。提香就创作了一系列带有非常宏大单幅场景的祭坛画。其中最具影响力的作品包括在弗拉里教堂《圣母升天》、《佩萨罗圣母》以及现已失存的《圣彼得殉教》。
无论是路德宗还是归正宗的宗教改革都将福音视为基督教世界的核心。因此，新教祭坛画上常常绘有圣经经文段落。随着时间的推移，新教思想催生出了“讲坛祭坛”（德語：Kanzelaltar）的概念，它将祭坛画与讲道坛合二为一，使祭坛画成为了“上帝之语”的现实依存。

### 巴洛克时期
在巴洛克时期，布置在雕刻框架之中的单幅场景祭坛画成为标准形式。这些祭坛画通常没有背面视图，因为他们或固定在侧祭坛的墙壁上，或是在主祭坛后方还有其他小礼拜堂的老教堂中作为主祭坛的背板出现。祭坛座画和多翼画变得罕见，不过鲁本斯于1611年创作的《上十字架》仍保留了两块铰链式侧翼板，其背面绘有圣徒。这在中世纪教堂中算是一种相当保守的形式。
祭坛画的尺寸和形状日益受到教堂整体设计与装饰的制约，艺术家必须使其作品与建筑相协调。若资金充裕，巴洛克教堂在初建或翻新时会为同时主祭坛和侧祭坛委托制作祭坛画，从而使整体内部风格协调统一。中世纪教堂的祭坛画大多则是不同委托人逐步添置的。
将绘画与雕塑融为一体的雕塑祭坛画变得更为普遍。雕塑家吉安·洛伦佐·贝尼尼为罗马胜利之后圣母堂创作的《圣特蕾莎的狂喜》，以及他在奎琳岗圣安德肋堂为纪尧姆·库尔图瓦的画作所设计的雕塑群组便是很好的例证。这两件作品本质上都是圆雕人物，而亚历山德罗·阿尔加迪在圣彼得大教堂的作品《教宗良一世击退阿提拉》则是一幅巨幅浮雕，呈现了包含超真人尺寸人物的完整场景。德国的巴洛克和洛可可祭坛画也复兴了当地对雕塑的偏好，许多作品中用灰泥雕刻的人物形象蔓延覆盖了整个教堂的上层区域。

### 后续发展
尽管许多祭坛画留存至今，但更大一部分已经散失。1520年时，仅在奥地利蒂罗尔州就有2000座带翼祭坛画；据学者们估计，在第二次世界大战前，整个纳粹德国领土上大约有3000座祭坛画。许多祭坛画在北欧的宗教改革期间被毁，或是在南欧的反宗教改革期间被巴洛克祭坛画所取代，又或是在启蒙运动时期被遗弃，抑或在19世纪被新哥特式祭坛画替换。在欧洲德语区，仅存有一座为主教座堂的主祭坛制作的祭坛画，位于瑞士圣母升天主教座堂。在18世纪，像皮耶罗·德拉·弗朗切斯卡创作的《圣奥古斯丁祭坛画》一类的作品常常被拆解，其各部分被视为独立的艺术品，致使这类祭坛画的不同画板如今分散在多个不同的艺术博物馆中。双面绘有图像的侧翼板则常被画商或收藏家锯开，以便获得两幅可悬挂的画作。

## 种类

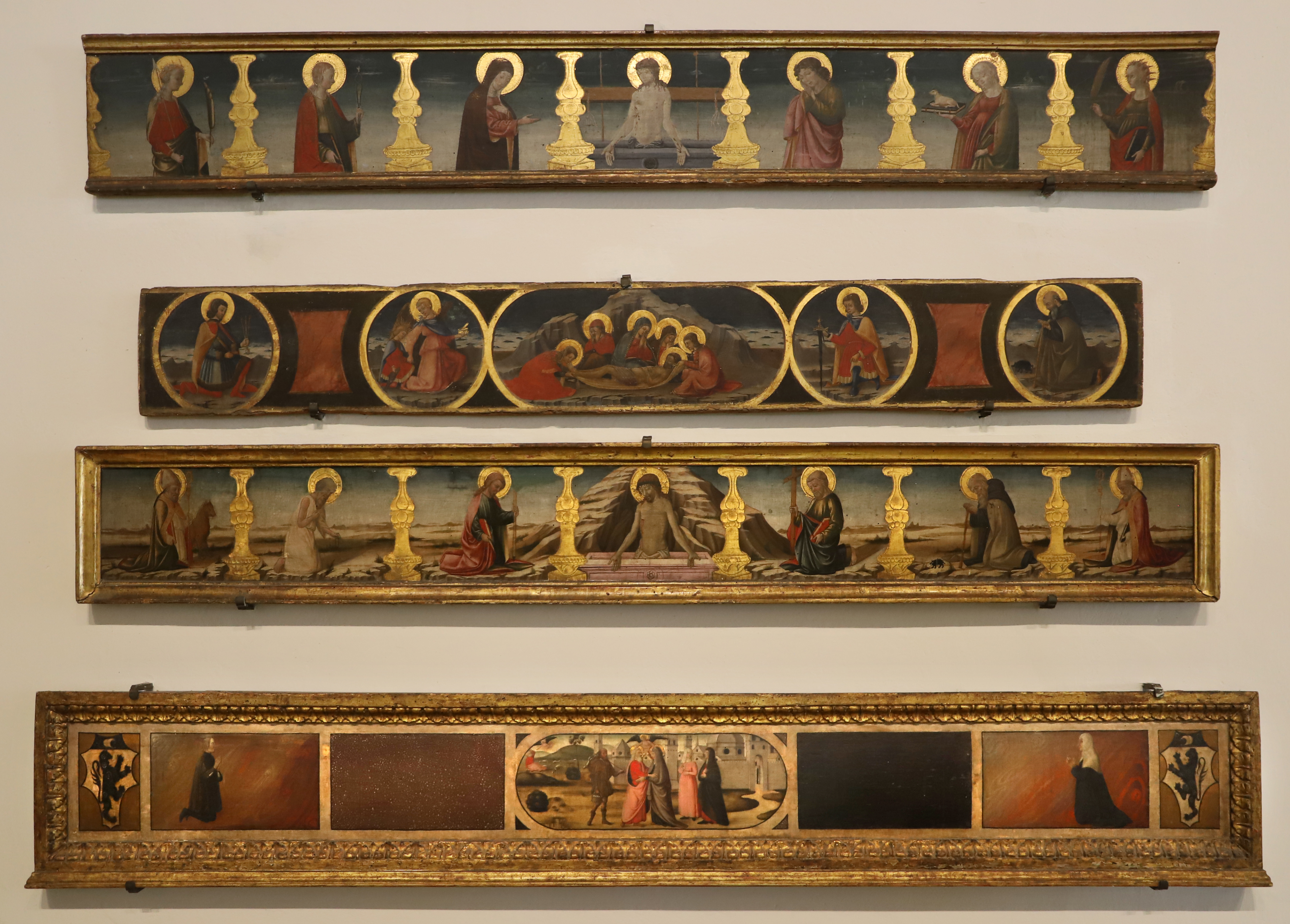
四件被拆解下来的祭坛画上方的尖顶装饰。

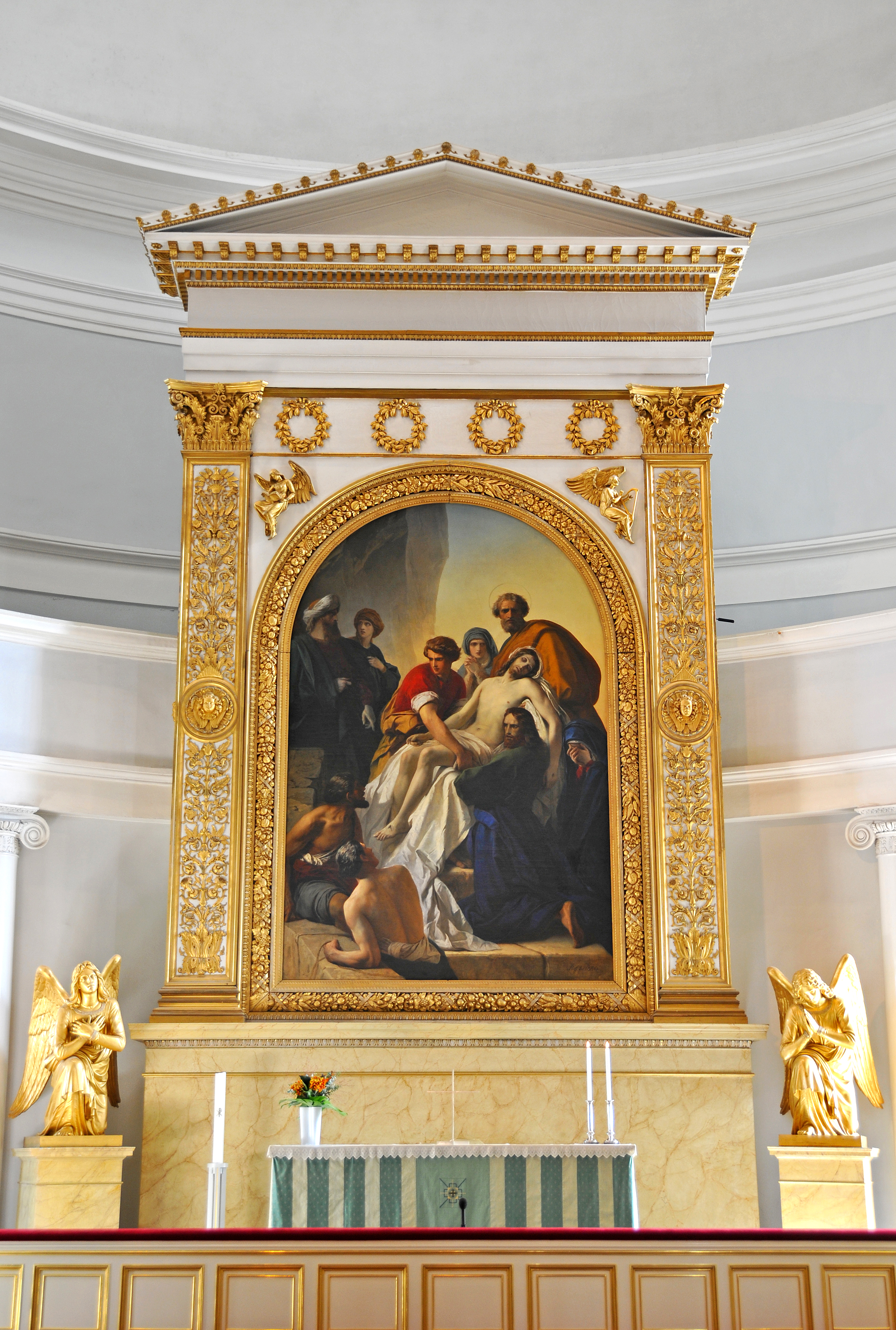
卡尔·蒂莫利翁·冯·内夫创作的新古典主义祭坛画，路德教会赫尔辛基大教堂，约1850年

除了在16世纪特伦托大公会议之后一些教会当局就祭坛画的主题和风格制定过指导方针以外，天主教会从未强制要求布设祭坛画，也从未规范它的使用。因此，祭坛画的外形存在显著差异。在路德宗看来，祭坛画是“庄严而古老的，至少有1700年历史，它召唤着人类最卓越的努力和最高的天赋”。在丹麦国教会看来，祭坛画的作用是“从视觉上强化对圣经中关于圣餐礼和基督徒团契故事的理解”。祭坛画与其他装饰形式之间的界限有时可能并不清晰。祭坛画大体上仍可分为两种类型：一种是祭坛背屏（英語：reredos），即结构复杂的大型木制或石制祭坛装饰；另一种是祭坛台（英語：retable），即带有绘画或浮雕面板的祭坛装饰结构。祭坛台通常直接放置在祭坛上或祭坛后方的台面上；而祭坛背屏则通常从地面向上延伸。
较古老的祭坛台类型祭坛画通常由两块或多块独立的木板组成，有时中间设有中世纪风格的带框分隔。之后，彩绘画面开始能够隐藏起木板间的接缝，比如鲁本斯的一些作品。它们也可能呈现彩绘或素色的浮雕或圆雕。根据面板数量，祭坛画可分为双联画、三联画或多联画。在13世纪，每块面板上方通常饰有尖顶装饰。到了文艺复兴时期，单幅祭坛画成为主流。在这两种情况下，起支撑作用的祭坛座上也都绘有相关的补充性画面。
于十三世纪初制成的《佩莱格里诺二世祭坛画》是现存不多的一件有着大量鎏金银质浮雕的祭坛画。此类作品曾经可能更为常见，但后来大多因贵金属材质而被熔毁。
根据15世纪的教会法规定，主祭坛的祭坛画必须是独立式的，且允许人们在后方通行；而侧祭坛的祭坛画则可以固定在后方墙壁上或直接绘在墙上。如果祭坛在圣坛区独立放置，那么祭坛画的两面都可以有装饰。屏风、祭坛台或祭坛背屏通常也都带有装饰。雕像群同样可以放置在祭坛上。此外，一座教堂可以在小礼拜堂的侧祭坛上安置多座祭坛画。祭坛画有时直接放置在祭坛本体上，有时则放置在祭坛前方。
更为小巧的可随身携带的私人祭坛画通常为富人在家中使用。中世纪时这类用象牙或其他材料雕刻的小巧奢华的双联画或三联画颇为流行。
在东正教中发展出了圣幛。它是一面由大幅圣像组成的宽阔屏风，放置在祭坛前方，横跨整个圣所，并设有可供人通行的门。

## 外部連結
- 英国国家画廊对于祭坛画的介绍
- 利物浦博物馆对祭坛画的分类